# Championnat de France de rugby à XV 1989-1990
Navigation
Édition précédente Édition suivante
Le championnat est disputé par 80 clubs groupés initialement en seize poules de cinq. Les deux premiers de chaque poules (soit 32 clubs) forment alors le groupe A et disputent ensuite une phase de qualification en étant groupés en quatre poules de huit. Les quatre premiers de chaque poule du groupe A (soit 16 clubs) sont qualifiés pour disputer les huitièmes de finale.
Le Racing club de France remporte le Championnat de France de rugby à XV de première division 1989-1990 après avoir battu le SU Agen en finale.
Le Racing gagne son premier bouclier de Brennus depuis 1959.
Narbonne remporte son deuxième titre consécutif en Challenge Du Manoir en dominant Grenoble.
À l'issue de la saison 1989-90, six clubs sont relégués en division inférieure, ce sont : Blagnac, PUC, SC Graulhet, SO Voiron, Rumilly et Tyrosse.

## Phase de classement
Les équipes sont listées dans leur ordre de classement à l'issue de la première phase qualificative qui eut lieu de septembre à novembre 1989.
Les deux premiers de chaque poule forment alors le groupe A les trois suivants forment le groupe B.
Poule A
1. AS Montferrand
2. SA Hagetmau
3. FC Oloron
4. UMS rugby Montélimar
5. Stade bordelais

Poule B
1. US Dax
2. Stade rochelais
3. Cahors
4. Lombez Samatan club
5. Stade bagnérais

Poule C
1. RC Narbonne
2. Biarritz olympique
3. ASPTT Arras
4. Boucau Tarnos stade
5. RO Castelnaudary

Poule D
1. CS Bourgoin-Jallieu
2. SC Graulhet
3. US Marmande
4. SC Mazamet
5. Sorgues

## Groupe A

### Phase de groupes
Les équipes sont listées dans leur ordre de classement à l'issue de la première phase qualificative. Les noms en gras indiquent les équipes qui se sont qualifiées pour les 8e de finale.
| - US Dax - FC Grenoble - US Colomiers - FC Auch - RC Chalon - Stade rochelais - Blagnac SCR - Paris université club | - Racing club de France - CA Bègles-Bordeaux - AS Montferrand - Biarritz olympique - Aviron bayonnais - CS Bourgoin-Jallieu - SC Graulhet - SO Voiron |
| - SU Agen - RC Toulon - AS Béziers - RC Nîmes - RRC Nice - FC Lourdes - SA Hagetmau - US Cognac                     | - Stade toulousain - RC Narbonne - CA Brive - Castres olympique - Stadoceste tarbais - Tyrosse RCS - USA Perpignan - FCS Rumilly                      |

### Phase finale

#### 1/8ede finale
Les équipes dont le nom est en caractères gras sont qualifiées pour les quarts de finale.
| Équipe 1           | Équipe 2              | Match aller | Match retour |
| ------------------ | --------------------- | ----------- | ------------ |
| RC Nîmes           | Stade toulousain      | 6-13        | 3-33         |
| AS Béziers         | RC Narbonne           | 10-13       | 12-9         |
| Castres olympique  | Racing club de France | 6-9         | 6-40         |
| CA Brive           | FC Grenoble           | 19-12       | 0-28         |
| US Colomiers       | RC Toulon             | 6-3         | 12-30        |
| SU Agen            | FC Auch               | 45-3        | 28-3         |
| AS Montferrand     | CA Bègles-Bordeaux    | 31-18       | 12-21        |
| Biarritz olympique | US Dax                | 18-18       | 12-29        |

#### Quarts de finale
Les équipes dont le nom est en caractères gras sont qualifiées pour les demi-finales.
| Équipe 1              | Équipe 2    | Résultat |
| --------------------- | ----------- | -------- |
| Stade toulousain      | RC Narbonne | 10-9     |
| Racing club de France | FC Grenoble | 27-21 ap |
| RC Toulon             | SU Agen     | 0-6      |
| AS Montferrand        | US Dax      | 34-12    |

Le Racing arrache la prolongation dans les arrêts de jeu après que Grenoble se soit vu refuser un essai valable,.

#### Demi-finales
| Équipe 1         | Équipe 2              | Résultat |
| ---------------- | --------------------- | -------- |
| Stade toulousain | Racing club de France | 14-21    |
| SU Agen          | AS Montferrand        | 9-3      |

#### Finale
Le Racing club de France remporte le Championnat de France en s'imposant 22 à 12 contre le SU Agen, après prolongation, devant 48000 spectateurs au Parc des Princes de Paris.
| Équipes               | Racing club de France - SU Agen |
| Score                 | 22-12 |
| Date                  | 26 mai 1990 |
| Stade                 | Parc des Princes |
| Arbitre               | Claude Debat |
| Les équipes           | |
| Racing club de France | Titulaires : Laurent Benezech, Jean-Pierre Genet, Philippe Voisin, Michel Tachdjian, Patrick Serrière, Xavier Blond, Laurent Cabannes, Christophe Deslandes, Jean-Philippe Saffore, Didier Pouyau, Geoffrey Abadie, Franck Mesnel, Éric Blanc, Philippe Guillard, Jean-Baptiste Lafond Remplaçants : Philippe Dubreuille, Murray Dawson, Eric Dalle, Karim Abbou |
| SU Agen               | Titulaires : Jean-Louis Tolot, Philippe Berbizier, Laurent Seigne, Abdelatif Benazzi, Bernard Mazzer, Jacques Gratton, Philippe Benetton, Dominique Erbani, Pierre Berbizier, Pierre Montlaur, Eric Gleyze, Patrick Schattel, Philippe Sella, Olivier Campan, Bernard Lacombe Remplaçants : Patrick Pujade, Grégoire Lascubé                                     |
| Points marqués        | |
| Racing club de France | 2 essais par Cabannes et Abadie, 1 transformation par Pouyau, 4 pénalités par Pouyau (2), Lafond et Abadie |
| SU Agen               | 3 pénalités par Montlaur (2) et Campan (1), 1 drop par Montlaur |

## Groupe B

### Phase de groupes
Les premiers de chaque groupe sont qualifiés pour les phases finales ainsi que les deux meilleurs deuxième. Les derniers de chaque groupe ainsi que les deux moins bons septième sont relégués.
| Pos | Équipe                | Points |
| --- | --------------------- | ------ |
| 1   | Stade ruthénois       | 38     |
| 2   | Saint-Jean-de-Luz OR  | 34     |
| 3   | Valence d'Agen        | 31     |
| 4   | SC Tulle              | 29     |
| 5   | US Ussel              | 29     |
| 6   | SC Angoulême (P)      | 24     |
| 7   | Boucau Tarnos         | 23     |
| 8   | CA Villeneuve-sur-Lot | 16     |

| Pos | Équipe                | Points |
| --- | --------------------- | ------ |
| 1   | Montpellier           | 37     |
| 2   | Istres sports         | 30     |
| 3   | Stade aurillacois     | 28     |
| 4   | Stade saint-gaudinois | 28     |
| 5   | Stade cadurcien (P)   | 28     |
| 6   | US Marmande           | 27     |
| 7   | Stade lavelanétien    | 26     |
| 8   | RO Castelnaudary      | 20     |

| Pos | Équipe              | Points |
| --- | ------------------- | ------ |
| 1   | Stade montois       | 39     |
| 2   | CO Périgueux (R)    | 34     |
| 3   | FC Oloron           | 31     |
| 4   | Lombez Samatan club | 27     |
| 5   | US Carcassonne      | 26     |
| 6   | US Bergerac         | 26     |
| 7   | Vic-en-Bigorre      | 26     |
| 8   | US Salles           | 15     |

| Pos | Équipe                 | Points |
| --- | ---------------------- | ------ |
| 1   | Section paloise        | 37     |
| 2   | Stade bagnérais        | 34     |
| 3   | Stade bordelais (P)    | 30     |
| 4   | US Montauban           | 29     |
| 5   | Avenir aturin          | 27     |
| 6   | Saint-Girons SC (P)    | 23     |
| 7   | ASPTT Arras            | 22     |
| 8   | Peyrehorade sports (P) | 22     |

| Pos | Équipe                    | Points |
| --- | ------------------------- | ------ |
| 1   | Villefranche de Lauragais | 38     |
| 2   | RC Châteaurenard          | 34     |
| 3   | SC Mazamet                | 32     |
| 4   | US bressane               | 32     |
| 5   | Valence sportif           | 27     |
| 6   | SC Albi                   | 22     |
| 7   | SO Chambéry (P)           | 21     |
| 8   | RC Hyères                 | 18     |

| Pos | Équipe              | Points |
| --- | ------------------- | ------ |
| 1   | US Romans           | 34     |
| 2   | Stade montchaninois | 33     |
| 3   | UMS Montélimar      | 33     |
| 4   | US Oyonnax          | 30     |
| 5   | CO Le Creusot       | 28     |
| 6   | RC Vichy            | 26     |
| 7   | Lyon OU (P)         | 24     |
| 8   | Sorgues (P)         | 16     |

### Phase finale

#### Quarts de finale
Les équipes dont le nom est en caractères gras sont qualifiées pour les demi-finales
| Équipe 1            | Équipe 2         | Résultat |
| ------------------- | ---------------- | -------- |
| Stade montchaninois | SC Mazamet       | 27-15    |
| CA Périgueux        | Stade ruthénois  | 12-6     |
| Section paloise     | Montpellier      | 10-6     |
| Stade montois       | RC Châteaurenard | 16-9     |

#### Demi-finales
| Équipe 1            | Équipe 2      | Résultat |
| ------------------- | ------------- | -------- |
| Stade montchaninois | CA Périgueux  | 13-7     |
| Section paloise     | Stade montois | 13-9     |

#### Finale
| Équipe 1            | Équipe 2        | Résultat |
| ------------------- | --------------- | -------- |
| Stade montchaninois | Section paloise | 18-7     |